# 노형초등학교
노형초등학교는 대한민국 제주특별자치도 제주시에 있는 공립 초등학교이다.

## 학교 연혁
- 1945년 4월 10일 : 노형국민학교 설립
- 1946년 4월 10일 :  개교
- 1948년 11월 26일 : 4.3사건으로 교사 전소
- 1949년 3월 15일 : 폐교
- 1950년 7월 1일 : 도두국민학교 노형분교
- 1953년 4월 1일 : 노형국민학교 3학급 인가
- 1953년 4월 10일 : 재개교
- 1955년 3월 18일 : 제1회 졸업식(남 34, 여 6 계: 40명)
- 1967년 3월 1일 : 6학급 편성 인가
- 1971년 4월 16일 : 감귤원 개원
- 1976년 10월 10일 : 12학급 편성 인가
- 1980년 2월 15일 : 새마을 교육우수 문교부 표창
- 1983년 3월 1일 : 해안국민학교 분교로 개편, 본교에 통합
- 1984년 1월 30일 : 수세식 화장실 1동 개축, 숙직실 신축
- 1984년 3월 1일 :  노형초등학교 병설유치원(1학급 인가)
- 1985년 6월 20일 : 슬라브 2개 교실 개축(2층교실)
- 1995년 3월 11일 : 급식실 (한솔관 개관)
- 1996년 3월 1일 : 노형초등학교로 개칭, 24학급 편성인가
- 1997년 3월 1일 : 제주시 교육청지정 전통문화 시범학교
- 1999년 3월 1일 : 제주도교육청 지정 안전교육 시범학교 운영(2년), 37학급 편성 인가
- 2001년 11월 25일 : 여자 축구부 창단
- 2002년 3월 1일 : 55학급 편성 인가
- 2003년 8월 21일 : 운동장 마사토 공사 및 배수로 시설
- 2005년 3월 1일 : 69학급 편성 인가
- 2007년 3월 1일 : 컴퓨터실 2개 교실로 확장
- 2007년 9월 1일 : 도서실 3개 교실, 과학실, 어학실 설치
- 2008년 3월 1일 : 제주대학교교육대학 교육실습 대용학교 지정(3개년)
- 2008년 8월 1일 : 제주특별자치도교육청지정 학교인구교육 시범학교 지정
- 2009년 2월 15일 : 한솔관(주차장, 급식실, 체육관) 준공
- 2009년 3월 1일 : 특수학급 신설(1학급)
- 2010년 3월 1일 : 유치원 3학급으로 증원
- 2011년 3월 1일 : 유치원 특수학급 신설(1학급), 해안분교장 학교로 승격
- 2011년 10월 15일 : 잔디 운동장 개장
- 2012년 3월 1일 :   창의성 디자인 연구학교지정(1년)
- 2013년 3월 1일 : 교육과정 정책연구학교 운영(인성부분-2년)
- 2013년 8월 30일 : 교실 리모델링(28실)
- 2018년 1월 22일 : 제64회 졸업(남 104명, 여 92명, 계 196명) 누계 9,359명
- 2018년 3월 1일 : 제27대 고용석 교장 부임
- 2019년 3월 1일 :  40학급인가(특수학급 2학급 포함)
- 2021년 6월 10일 : 서쪽 중앙정원 화단 정비
- 2022년 9월 1일 : 제 29대 현금순 교장 부임
- 2023년 3월 22일 : 2023 학생자치회 선거
- 2023년 9월 1일 : 우정훈 교감 부임
- 2023년 9월 13일: 김태원 학생자치회장 당선

## 참고 자료
- 노형초등학교 - 한국교육학술정보원 학교알리미